# UFC 80
UFC 80: Rapid Fire（ユーエフシー・エイティ：ラピッド・ファイア）は、アメリカ合衆国の総合格闘技団体「UFC」の大会の一つ。2008年1月19日、イングランド・ニューカッスルのメトロ・レイディオ・アリーナで開催された。

## 大会概要
UFC世界ライト級王者ショーン・シャークがカリフォルニア州アスレチック・コミッションから薬物使用によりライト級王座を剥奪されたことを受け、メインイベントではBJ・ペンとジョー・スティーブンソンが第3代UFC世界ライト級王座を賭けて対戦し、ペンがスティーブンソンに勝利し2階級制覇となる王座獲得に成功した。
また、ヘビー級ワンマッチとしてガブリエル・ゴンザーガとファブリシオ・ヴェウドゥムが再戦し、ヴェウドゥムがゴンザーガをTKOで破った。
KOTC世界ライトヘビー級王者ジェームス・リー、キャリア7戦全勝のポール・ケリーがUFCデビュー。

## 試合結果

### プレリミナリィカード
第1試合 ライト級 5分3R
○  サム・スタウト vs.  ペール・エクルンド ×
3R終了 判定3-0（30-27、30-27、30-27）
第2試合 ライトヘビー級 5分3R
○  アレッシオ・サカラ vs.  ジェームス・リー ×
1R 1:30 TKO（レフェリーストップ：パウンド）
第3試合 ウェルター級 5分3R
○  ポール・ケリー vs.  ポール・テイラー ×
3R終了 判定3-0（30-27、30-27、30-27）
第4試合 ヘビー級 5分3R
○  アントニー・ハードンク vs.  コリン・ロビンソン ×
1R 0:17 TKO（レフェリーストップ：左フック）

### メインカード
第5試合 ミドル級 5分3R
○  ホルヘ・リベラ vs.  ケンドール・グローブ ×
1R 1:20 KO（スタンドパンチ連打）
第6試合 ライトヘビー級 5分3R
○  ウィウソン・ゴヴェイア vs.  ジェイソン・ランバート ×
2R 0:37 KO（左フック）
第7試合 ウェルター級 5分3R
○  マーカス・デイヴィス vs.  ジェス・リアウディン ×
1R 1:04 KO（左フック）
第8試合 ヘビー級 5分3R
○  ファブリシオ・ヴェウドゥム vs.  ガブリエル・ゴンザーガ ×
2R 4:34 TKO（レフェリーストップ：パウンド）
第9試合 UFC世界ライト級王座決定戦 5分5R
○  BJ・ペン vs.  ジョー・スティーブンソン ×
2R 4:02 チョークスリーパー
※ペンが王座獲得に成功。

### 各賞
ファイト・オブ・ザ・ナイト： ポール・ケリー vs. ポール・テイラー
ノックアウト・オブ・ザ・ナイト： ウィウソン・ゴヴェイア
サブミッション・オブ・ザ・ナイト： BJ・ペン
各選手にはボーナスとして35,000ドルが支給された。